# Солодовникова Наталія Прокопівна
Солодовникова Наталія Прокопівна (нар. 24 серпня 1949 р, Дніпропетровська область, Кам'янське (Дніпродзержинськ)) – заслужений тренер України з художньої гімнастики (2000), відмінник освіти України (1999), ветеран праці (2005), кандидат в майстри спорту з художньої гімнастики (1970). З 1973 року суддя республіканської категорії.

## Життєпис
У 1959 році Солодовникова Наталія Прокопівна почала займатися в секції художньої гімнастики в колективі фізичної культури Крюківського вагонобудівного заводу. Її першим тренером була Беш Людмила Борисівна. Під час занять швидко досягла значних успіхів в даному виді спорту, неодноразово ставала чемпіонкою області, постійно входила до складу збірної області, брала участь у змаганнях республіканського всесоюзного рівня. У 1970 р. виконала норматив “Майстра Спорту”, але було присвоєне звання  "Кандидата майстри спорту СРСР", яке було вперше запроваджено у 1970 р.
Після закінчення школи, у 1967 р. вступила до Харківського державного педагогічного інституту ім. Г.Сковороди, факультет фізичної культури і спорту. Під час навчання продовжувала вдосконалювати спортивну майстерність, активно займалась громадською діяльністю, була головою профспілкового комітету курсу.
Після навчання, в 1971 році розпочала свою трудову діяльність вчителем виховання в Ялинцівській восьмирічній школі Кременчуцького району. За час роботи підняла викладання уроків фізичної культури на належний рівень, самотужки побудувала з учнями два спортивних майданчики.
У 1972 році, за клопотанням міського відділу освіти переведена до ДЮСШ №1 тренером-викладачем з художньої гімнастики, де пропрацювала 31 рік. За час роботи підготувала 27 майстрів спорту СРСР та України, її вихованки постійно входили до збірної команди області, деякі входили до резерву та основного складу молодіжної збірної України.
| Роки         | Здобутки |
| ------------ | --- |

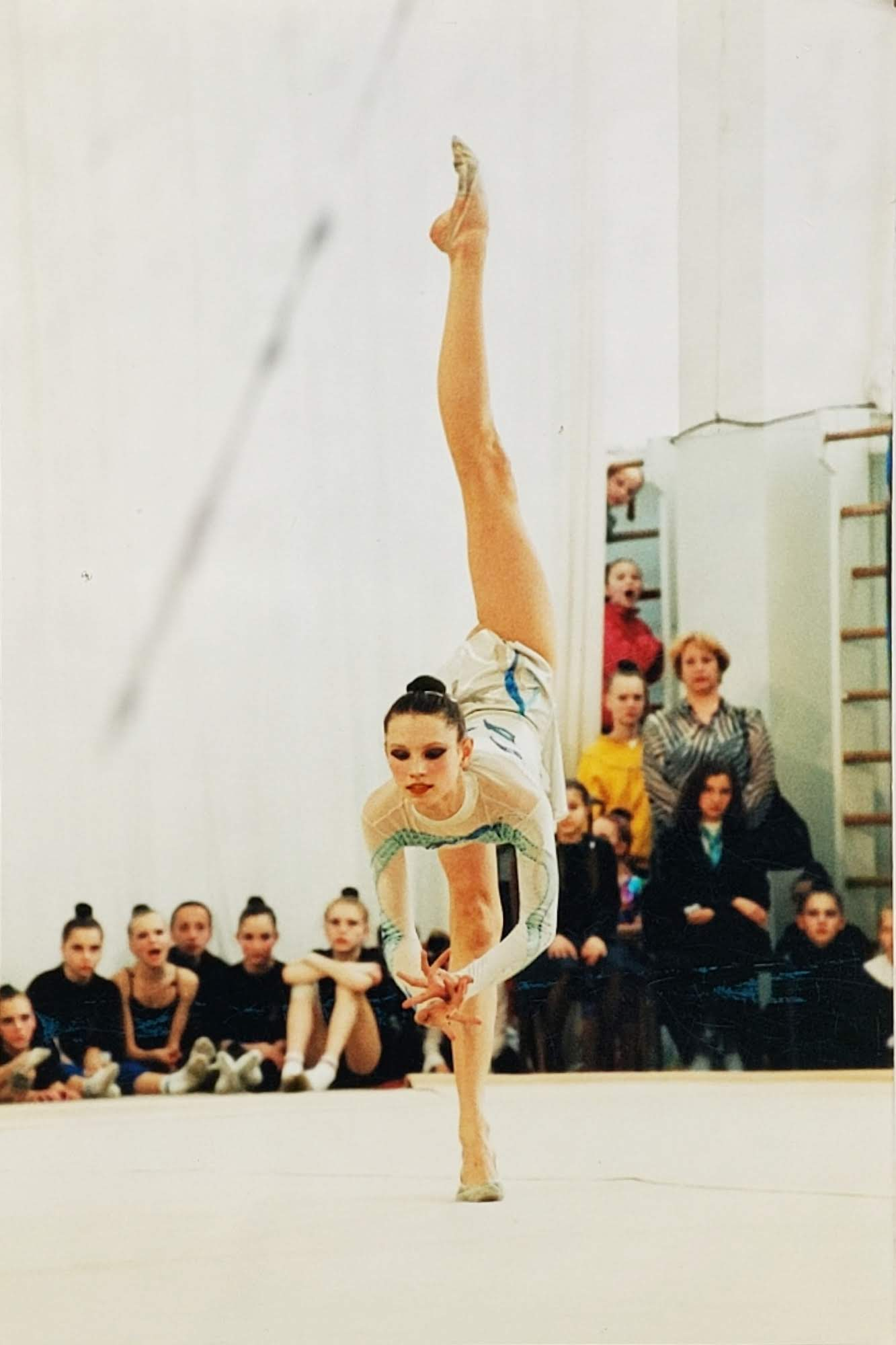
Рудалова Світлана. Чемпіонат України 2001 (м. Сімферополь)

| 1971-1981 р. | - 3 майстри спорту CPCP - Срібний призер ЦР ФСТ «Спартак» та член збірної ЦР ФСТ «Спартак» - Чорнокнижна Тетяна. - Бронзовий призер спартакіади школярів УРСР - Чорнокнижна Тетяна - Кандидат в збірну команду міністерства освіти УРСР- Попович Ліана |
| 1982-1992 р. | - 6 майстрів спорту СРСР - III командне місце на першості ЦР ФСТ «Спартак» - 1984 р. - II командне місце на першості ЦР ФСТ «Спартак» - 1992 р. - II командне місце на Чемпіонаті України - 1992 р. - Член молодіжної збірної команди України - Коряко Тетяна. |
| 1993-2003 р. | - 13 майстрів спорту України - II місце на Чемпіонаті України в групових вправах - 1993 р. - III командне місце на Чемпіонаті України - 1993 р. - Фіналісти перших молодіжних ігор м. Харків - 1994 р. - Член збірної команди України з 1999 р. - Рудалова Світлана - Майстер спорту міжнародного класу - Рудалова Світлана - III місце в командному заліку Чемпіонату Європи 2003 р. - Рудалова Світлана - III місце в командному заліку Чемпіонату світу 2004 р. - Рудалова Світлана - Учасниця і фіналістка Олімпіади в Афінах 2004 р. - Рудалова Світлана |

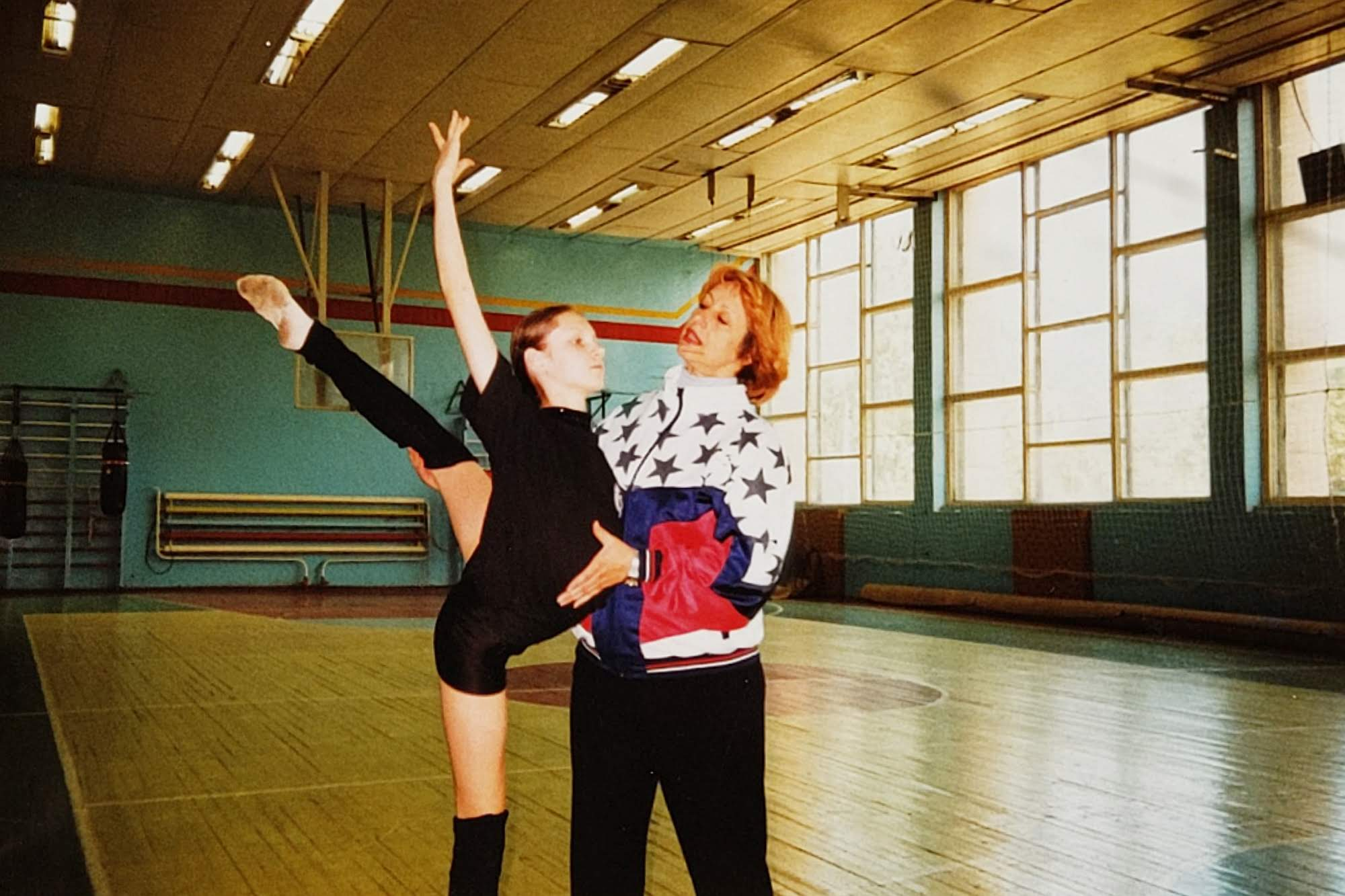
Тренувальний процес. Рудалова Світлана, тренер Солодовникова Наталія

За високі спортивні досягнення своїх вихованок Солодовникова Н.П. була нагороджена дипломом державного комітету УРСР по фізичній культурі та спорту в 1992 році та дипломом міністерства освіти і науки України в 2001 році. За довголітню сумлінну працю в 1999 році була нагороджена знаком «Відмінник освіти України». В 2000 році було присвоєно звання «Заслужений тренер України».

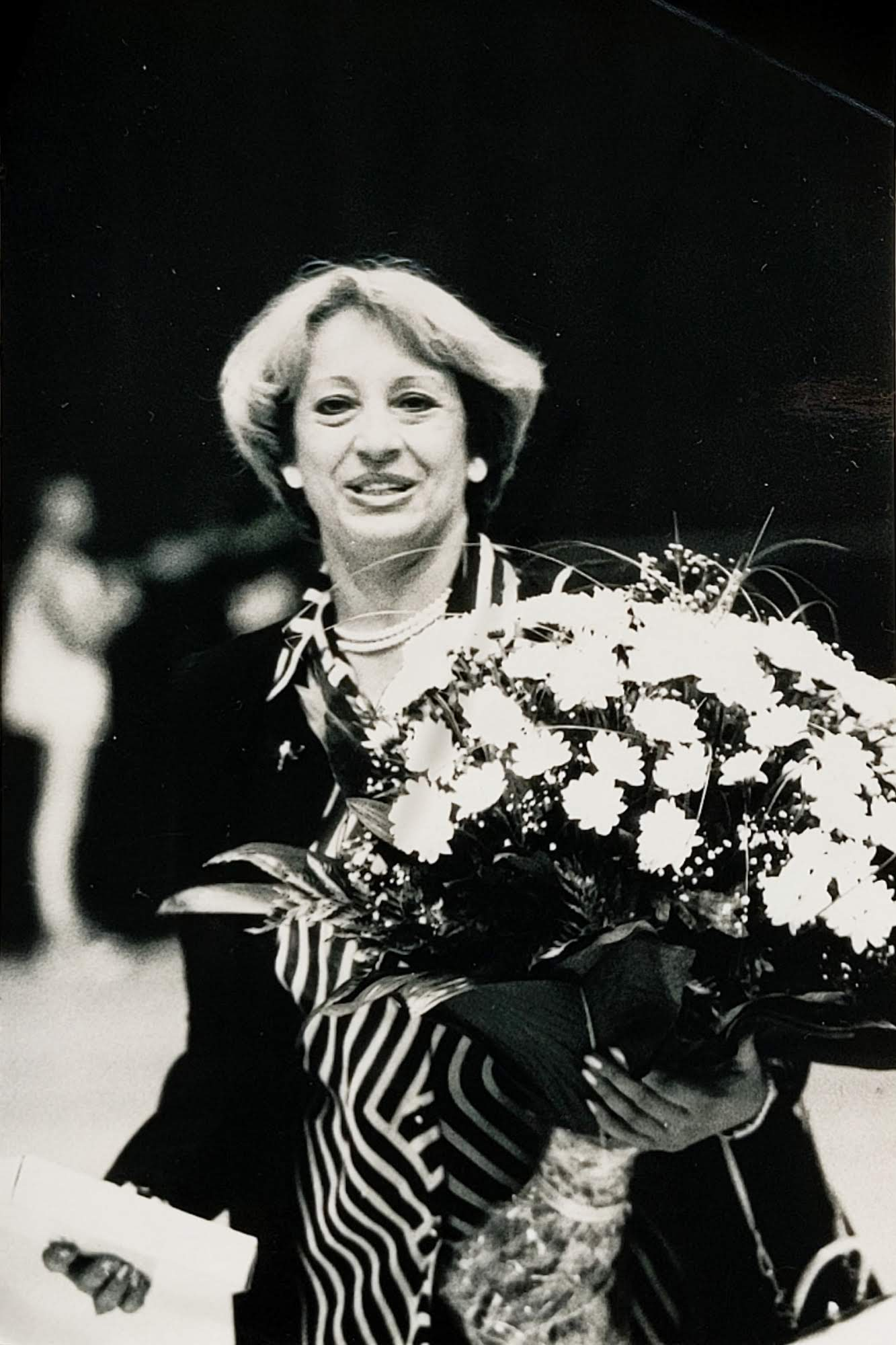
Чемпіонат України 1999, м. Київ "Палац Спорту"

З 2003 року Солодовникова Н.П. обіймає посаду президента обласної федерації з художньої гімнастики і працює старшим тренером Полтавської області.
У 2015 р. повернулася в рідну дитячу спортивну школу № 1, де і працює по цей час. Її вихованки ставали призерами та переможцями обласних та учасниками республіканських змагань в складі збірної області. У 2021 р. її вихованці стали чемпіонами Полтавської області в групових вправах, по програмі КМС (5 м'ячів , 5 стрічок). В цьому ж році стали фіналістами у Третій Літній Спартакіаді України з художньої гімнастики м. Біла Церква. Вибороли 7-е місце у вправі з 5 м'ячами, в складі команди - Фисан Марія, Торкунова Дар'я, Перепилиця Анастасія, Рудь Олександра, Лазуніна Анастасія.
Протягом усієї трудової діяльності пропагує здоровий спосіб життя, провадить культурно-виховну роботу серед підростаючого покоління на досить високому рівні.